# حيدر آل فردان
حيدر علي آل فردان مواليد 7 ديسمبر 1998، هو لاعب كرة قدم سعودي.

## مسيرة اللاعب
لعب في نادي الهدى ونادي النور.